# Parpunktsmal
Parpunktsmal (Pseudotelphusa paripunctella) är en fjärilsart som först beskrevs av Carl Peter Thunberg 1794. Enligt Dyntaxa ingår parpunktsmal i släktet Pseudotelphusa men enligt Catalogue of Life är tillhörigheten istället släktet Carpatolechia. Enligt båda källorna tillhör arten familjen stävmalar, Gelechiidae. Arten är reproducerande i Sverige. Inga underarter finns listade i Catalogue of Life.

## Bildgalleri

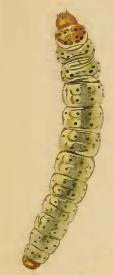
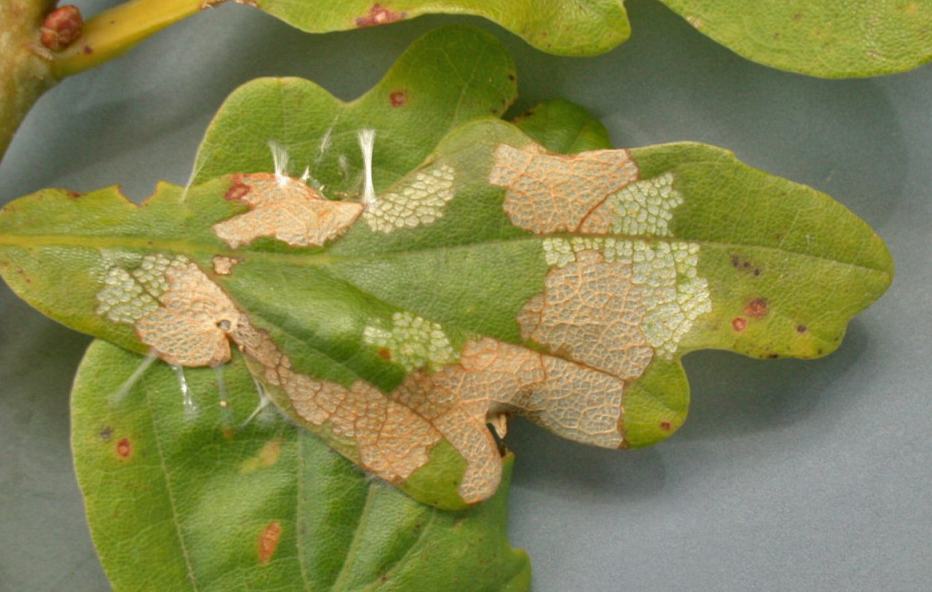
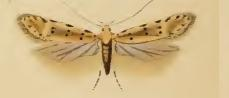